# Diecezja Osasco
Diecezja Osasco (łac. Dioecesis Osascanensis) – diecezja Kościoła rzymskokatolickiego w Brazylii. Należy do metropolii São Paulo wchodzi w skład regionu kościelnego Sul 1. Została erygowana przez papieża Jan Pawła II bullą Coram ipsimet Nos w dniu 15 marca 1989.